# البحرين في الألعاب البارالمبية الصيفية 2016
تنافس البحرين في دورة الألعاب البارالمبية الصيفية 2016 في ريو دي جانيرو بالبرازيل من 7 إلى 18 سبتمبر 2016.

## تصنيفات الإعاقة
يجمع كل مشارك في الألعاب البارالمبية في فئة واحدة من خمس فئات للإعاقة؛ البتر، قد تكون الحالة خلقية أو مستمرة من خلال الإصابة أو المرض؛ الشلل الدماغي؛ الرياضيين على كرسي متحرك، وغالبا ما يكون هناك تداخل بين هذا والفئات الأخرى؛ بما في ذلك العمى؛ أخرى، أي إعاقة جسدية لا تقع بشكل صارم تحت واحدة من الفئات الأخرى، مثل التقزم أو التصلب المتعدد. عندئذ يكون لكل رياضة معاقبية تصنيفات خاصة بها تعتمد على المطالب المادية المحددة للمنافسة. تعطى المنافسات رمز مكون من أرقام وحروف واصفا نوع السباق وتصنيف الرياضيين المتنافسين. بعض الألعاب الرياضية مثل ألعاب القوى تقسم الرياضيين من قبل كل من فئة وشدة إعاقاتهم والرياضات الأخرى - على سبيل المثال السباحة - يجمع المنافسين في مجموعة من فئات مختلفة معا والفصل الوحيد الذي يستند إلى شدة الإعاقة.

## الحاصلون على ميداليات
| الميدالية | الاسم      | الرياضة     | السباق        | التاريخ   |
| --------- | ---------- | ----------- | ------------- | --------- |
| ذهبية     | فاطمة نظام | ألعاب القوى | دفع الثقل و53 | 12 سبتمبر |

## الوفد
أرسلت البلاد فريقا مكونا من رياضيتين إلى دورة الألعاب البارالمبية الصيفية 2016. كلتاهما تنافستا في رياضة ألعاب القوى.

## ألعاب القوى
| الرياضية   | السباق           | النتيجة | الترتيب |
| ---------- | ---------------- | ------- | ------- |
| فاطمة نظام | دفع الثقل و53    | 4.76    | الأول   |
| ربى العمري | رمي القرص و54-55 | 18.26   | 7       |